# Naranja sobre decorado de teatro
Naranja sobre decorado de teatro (en catalán: Taronja sobre decorat de teatre) es un cuadro de Antoni Tàpies depositado en la Fundación Antoni Tàpies de Barcelona (España), que fue pintado en 1978. 

## Contexto artístico
La obra de Antoni Tàpies empezó a recibir premios y galardones internacionales muy pronto, y ya en 1958 fue premiado en la Bienal de Venecia y en Pittsburgh, donde obtuvo el Premio Carnegie con un jurado compuesto por Marcel Duchamp, James Johnson Sweeney, Lionello Venturi y Raoul Ubac. Tàpies se convirtió en uno de los artistas más reconocidos de su tiempo, con una pintura matérica, preocupada por el destino trágico del ser humano, hecha de superficies con marcas y heridas similares a las que dejan el paso del tiempo y la presencia humana, equivalente plástico de la conciencia del discurrir del tiempo. 

## Descripción
Esta pintura sobre papel lleva un título que, como todos los del artista, no aspira a explicar la obra sino simplemente a identificarla: es al espectador a quien le corresponde dar un contenido. El papel pintado, recortado, doblado, estrujado, arrugado, envejecido y después pegado sobre el fondo blanco del cuadro del decorado teatral ayuda a entender que una parte importante de la obra de Tàpies no es visual, según la tradición del arte occidental, sino táctil. Pero esta materia profundamente mentalizada presenta signos enigmáticos que hacen aún más sugestiva su ambigüedad. En este caso, la enorme forma fálica de un vitalista color naranja, rodeada de formas asimiladas a espermatozoides que nadan en la misma dirección, ocupa un espacio definido por varias cifras: dos números uno, rodeados de círculos; un número dos encuadrado, casi en el centro de la obra; un gigantesco número tres, también en un círculo, cerca de la niebla sucia y negruzca que sale del alféizar de una puerta. Siempre hay cifras en los cuadros de Tàpies. Son signos recurrentes, como las cruces y las X o T. En el fondo, se pasa la vida contando, numerando, porque numerar es empezar a dar nombre a las cosas. Este cuadro no es un jeroglífico con solución, es una propuesta abierta a todas las soluciones. 